# Neiqiu
Neiqiu (chinesisch 内丘县, Pinyin Nèiqiū Xiàn) ist ein Kreis der bezirksfreien Stadt Xingtai im Süden der chinesischen Provinz Hebei. Er hat eine Fläche von 782,3 km² und zählt 266.620 Einwohner (Stand: Zensus 2010). Sein Hauptort ist die Großgemeinde Neiqiu.
Die Stätte des Xing-Keramikbrennofens aus der Zeit der Tang-Dynastie und der Bian Que (Qin Yueren)-Tempel stehen seit 1996 bzw. 2006 auf der Denkmäler der Volksrepublik China.

## Administrative Gliederung
Auf Gemeindeebene setzt sich der Kreis aus fünf Großgemeinden und vier Gemeinden zusammen. Diese sind:
- Großgemeinde Neiqiu 内丘镇
- Großgemeinde Damengshu 大孟村镇
- Großgemeinde Jindian 金店镇
- Großgemeinde Guanzhuang 官庄镇
- Großgemeinde Liulin 柳林镇,

- Gemeinde Wuguodian 五郭店乡
- Gemeinde Nansai 南赛乡
- Gemeinde Zhangmo 獐獏乡
- Gemeinde Houjiazhuang 侯家庄乡.